# União das Freguesias de Lobrigos (São Miguel e São João Baptista) e Sanhoane

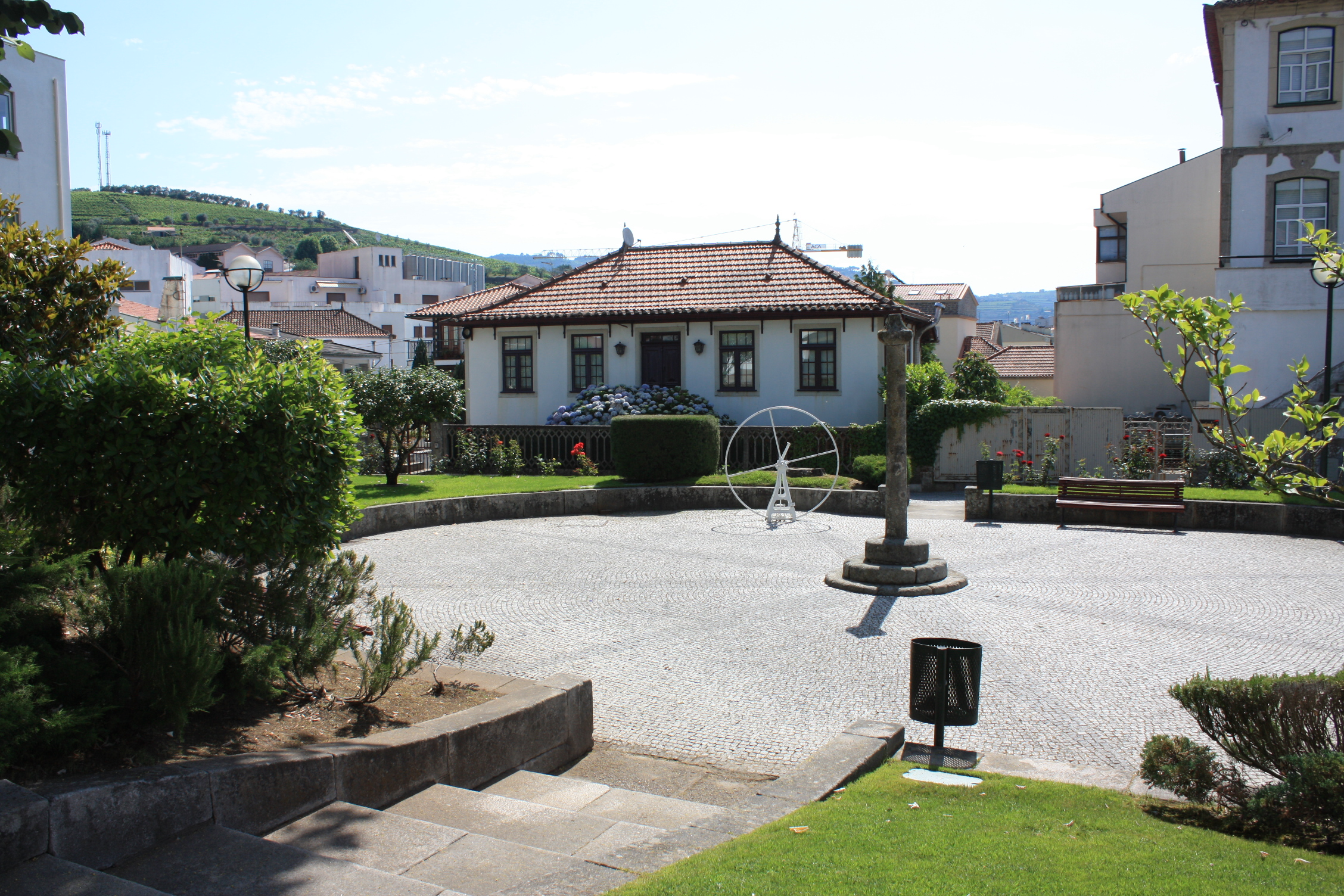

Die União das Freguesias de Lobrigos (São Miguel e São João Baptista) e Sanhoane ist eine portugiesische Gemeinde (Freguesia) im Kreis (Concelho) Santa Marta de Penaguião im Norden Portugals.

## Geschichte
Die Gemeinde entstand im Zuge der Gebietsreform vom 29. September 2013 durch die Zusammenlegung der ehemaligen Gemeinden Lobrigos (São Miguel), Lobrigos (São João Baptista) und Sanhoane.
Santa Marta de Penaguião wurde Sitz der neuen Verwaltung.

## Demographie
| Freguesia | Freguesia                                           | Freguesia | Freguesia       | ehemalige Freguesias         | ehemalige Freguesias  | ehemalige Freguesias | ehemalige Freguesias |
| --------- | --------------------------------------------------- | --------- | --------------- | ---------------------------- | --------------------- | -------------------- | -------------------- |
| Wappen    | Freguesia                                           | Einwohner | Fläche in (km²) | Wappen                       | Freguesia             | Einwohner            | Fläche in (km²)      |
|           | Lobrigos (São Miguel e São João Batista) e Sanhoane | 2493      | 14,71           |                              | Lobrigos (São Miguel) | 1350                 | 4,58                 |
|           | Lobrigos (São Miguel e São João Batista) e Sanhoane | 2493      | 14,71           | Lobrigos (São João Baptista) | 1270                  | 6,54                 |                      |
|           | Lobrigos (São Miguel e São João Batista) e Sanhoane | 2493      | 14,71           | Sanhoane                     | 375                   | 3,6                  |                      |